# Élections législatives de 2017-2018 en république populaire de Chine
Les élections législatives de 2017-2018 en république populaire de Chine ont eu lieu d'octobre 2017 à février 2018 et ont permis d'élire les 2 980 sièges de l'Assemblée nationale populaire.

## Répartition des sièges
| Partis | Partis                                                      | Chef         | %     | Sièges |
| ------ | ----------------------------------------------------------- | ------------ | ----- | ------ |
|        | Parti communiste chinois                                    | Xi Jinping   | 71.11 | 2119   |
|        | Société de Jiusan                                           | Wu Weihua    | 2.15  | 64     |
|        | Ligue démocratique de Chine                                 | Ding Zhongli | 1.95  | 58     |
|        | Association pour la construction démocratique de Chine      | Hao Mingjin  | 1.91  | 57     |
|        | Association chinoise pour la promotion de la démocratie     | Cai Dafeng   | 1.85  | 55     |
|        | Parti démocratique des travailleurs et des paysans de Chine | Chen Zhu     | 1.81  | 54     |
|        | Comité révolutionnaire du Kuomintang                        | Wan Exiang   | 1.44  | 43     |
|        | Parti Zhi Gong                                              | Wan Gang     | 1.28  | 38     |
|        | Ligue démocratique d'autogouvernance de Taïwan              | Su Hui       | 0.44  | 13     |
|        | Indépendants                                                | Indépendants | 16.06 | 479    |

## Suites
| Poste                                                            | Candidat élu | Voix | %     |
| ---------------------------------------------------------------- | ------------ | ---- | ----- |
| Président de la république populaire de Chine                    | Xi Jinping   | 2980 | 100   |
| Vice-président de la république populaire de Chine               | Wang Qishan  | 2969 | 99,63 |
| Premier ministre                                                 | Li Keqiang   | 2964 | 99,46 |
| Président du Comité permanent de l'Assemblée nationale populaire | Li Zhanshu   | 2980 | 100   |